# Мойзес Сімон
Мойзес Сімон (англ. Moses Simon, нар. 12 липня 1995, Джос) — нігерійський футболіст, нападник французького «Нанта» і національної збірної Нігерії.

## Клубна кар'єра
Народився 12 липня 1995 року в місті Джос. Вихованець нігерійського футболу.
На початку 2014 року перебрався до Європи, ставши гравцем словацького «Тренчина». Відразу вписався у тактичну схему нової команди і протягом року у 33 іграх місцевого чемпіонату забив 13 голів.
Вде у січні 2015 року результативного нігерійця запросив до своїх лав бельгійський «Гент», уклавши з нападником трирічний контракт, який згодом було подовжено. Протягом трьох з половиною сезонів був гравцем основного складу бельгійської команди, маючи назагал невисоку результативність.
У серпні 2018 року за п'ять мільйонів євро перейшов до іспанського «Леванте». В Іспанії не зумів стати основним нападником команди і за рік, у серпні 2019, був відданий в оренду до французького «Нанта». На початку липня 2020 року французи викупили контракт гравця і уклали з ним чотирирічну угоду.

## Виступи за збірні
2013 року залучався до складу молодіжної збірної Нігерії. На молодіжному рівні зіграв у 6 офіційних матчах.
2015 року дебютував в офіційних матчах у складі національної збірної Нігерії. Відтоді став регулярно отримувати виклики до національної команди.
У складі збірної був учасником Кубка африканських націй 2019 року в Єгипті, на якому команда здобула бронзові нагороди, а сам нападник взяв у участь у п'яти із семи її ігор на турнірі.

## Титули і досягнення
- Володар Суперкубка Бельгії (1):

«Гент»: 2015
- Володар Кубка Франції (1):

«Нант»: 2021–22
- Бронзовий призер Кубка африканських націй: 2019